# Сокіл (хокейний клуб, Красноярськ)
Хокейний клуб «Сокіл» — хокейний клуб з м. Красноярська, Росія. Засновано 1977 року, відроджено 2008 року. Виступає у чемпіонаті Вищої хокейної ліги.
Домашні ігри команда проводить на «Арені-Сєвєр» (2600). Кольори клубу: синій, червоний і білий.

## Історія
Хокей із шайбою почав активно розвиватися у Красноярському краї у 1950-ті і 1960-ті роки. У всеросійських змаганнях виступали команди м. Красноярська («Док», «Політехнік»), м. Дивногорська та м. Норильська. 1973 рік став новим етапом розвитку хокею в регіоні, коли при Красноярському металургійному заводі створили хокейний клуб «Сокіл».
1977 року «Сокіл» почав виступати у другій лізі клас «А» чемпіонату СРСР. Перший сезон видався не зовсім вдалим, однак через рік команда посіла 6-е місце в зоні «Схід». Ще через рік — «Сокіл» став бронзовим призером, а в сезоні 1980–1981 років — виборов срібні нагороди. У тому році клуб змагався в турнірі за вихід до першої ліги класу «А» Чемпіонату СРСР. Тоді, для виходу в першу лігу, гравцям не вистачило лише 1 очка.
Також успішним для «Сокола» став сезон 1986–1987 років. Команда посіла 2-е місце у своїй територіальній зоні, а за підсумками другого етапу — 9-е у всій лізі. В сезоні 1990–1991 років нападник Сергій Карепов у 52 матчах закинув 33 шайби. У наступному сезоні «Сокіл» вийшов на 3-є місце у зоні «Схід». У тій команді виступали: захисники Максим Галанов, Андрій Зайцев, Євген Варванін, Олексій Іванов, нападники Олександр Саран, Сергій Зайцев, Ігор Рафальський та інші.
У 1995–1997 роках «Сокіл» брав участь у Першості Росії класу «А», після чого клуб тимчасово припинив виступати — аж до 2003 року, коли молоді хокеїсти 1985 року народження посіли 4-е місце на Сибіріаді. У сезоні 2003–2004 років «Сокіл» посів 4-е місце на «Сході».
У сезоні 2008–2009 років та 2010–2011 років відроджений «Сокіл» виборов бронзові нагороди під керівництвом Василя Олійника. Також тренували «Сокіл» в найуспішніші роки — Сергій Грушицин, Геннадій Кокорін, Сергій Бихун та Сергій Шабанов.
31 травня 2011 року на загальних зборах Вищої хокейної ліги було прийнято рішення допустити «Сокіл» до ігор у Вищій хокейній лізі. У сезоні 2011–2012 років «Сокіл» виступає у ВХЛ.
В кінці грудня 2011 року «Сокіл» провів свої перші матчі на новому льодовому майданчику — «Арена-Сєвєр», яка тепер є головною ареною для красноярського клубу.
17 лютого 2012 у Красноярську на Центральному стадіоні відбувся перший в історії Росії офіційний матч просто неба — «Російська класика», поєдинок просто неба на оформленому в ретро-стилі стадіоні в рамках регулярного чемпіонату Вищої хокейної ліги. «Локомотив» переміг «Сокіл» з рахунком 3:2.

## Відомі гравці
Серед вихованців та гравців:
- воротарі: Андрій Болсуновський, Віталій Євдокимов;
- захисники: Максим Галанов, Станіслав Язиков;
- нападники: Анатолій Львов, Анатолій Доніка, Олексій Яшкін, Андрей Шепеленко, Євген Ісаков, Олександр Сьомін.